# Batalla de Stoke Field
La batalla de Stoke Field el 16 de junio de 1487 puede considerarse la última batalla de las Guerras de las Dos Rosas, ya que fue la última confrontación importante entre los contendientes por el trono cuyas reclamaciones derivaron del descenso de las casas de Lancaster y York, respectivamente. La batalla de Bosworth Field, dos años antes, había establecido al rey Enrique VII de Inglaterra en el trono, poniendo fin al último período del gobierno de York y al inicio de la de los Tudors. La Batalla de Stoke Field fue la confrontación decisiva en un intento de los principales Yorkistas para derribarlo en favor del pretendiente Lambert Simnel.
Aunque a menudo se presenta como una nota de pie de página de las principales batallas entre York y Lancaster, puede haber sido un poco más grande que Bosworth, con bajas mucho más pesadas, posiblemente debido al terreno que forzó a los dos lados a un combate cerrado y desgastante. Al final, sin embargo, la victoria de Enrique VII fue aplastante. Casi todos los principales Yorkistas fueron asesinados en la batalla.

## El pretendiente
Enrique VII de Inglaterra ocupó el trono de la Casa de Lancaster (Casa de Tudor), y había tratado de obtener la aceptación de la facción de York por su matrimonio con su heredera, Isabel de York, pero su agarre al poder no era del todo seguro.
El principal demandante de la dinastía York era el primo de la reina, Eduardo Plantagenet, conde de Warwick, hijo de Jorge, duque de Clarence. Este chico fue confinado en la Torre de Londres.
Un impostor que dice ser Eduardo, cuyo nombre era Lambert Simnel, llamó la atención de Juan de la Pole, conde de Lincoln a través de la participación de un sacerdote llamado Richard Symonds. Lincoln, aunque aparentemente se reconcilió con el rey Tudor, él mismo tenía una demanda al trono; además, el último rey Plantagenet, Ricardo III de Inglaterra, había nombrado a Lincoln, su sobrino, como el heredero real. Aunque probablemente no tenía dudas sobre la verdadera identidad de Simon, Lincoln vio una oportunidad de venganza y reparación.
Lincoln huyó del tribunal inglés el 19 de marzo de 1487 y fue a la corte de Malinas (Mechelen) donde su tía, Margarita, duquesa de Borgoña. Margarita proporcionó apoyo financiero y militar en la forma de 2000 mercenarios alemanes y suizos, bajo el mando del comandante Martin Schwartz. A Lincoln se unieron varios señores ingleses rebeldes en Mechelen, en particular el leal partidario de Ricardo III, Lord Lovell, Sir Richard Harleston, el exgobernador de Jersey y Thomas David, un capitán de la guarnición inglesa en Calais. Los Yorkistas decidieron navegar a Irlanda, donde el apoyo a York era popular, para reunir más seguidores.

## La rebelión Yorkista

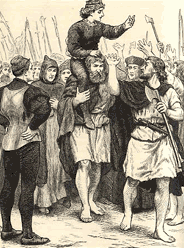
Una ilustración del que representa a los partidarios irlandeses que transportan a Simnel

La flota Yorkista zarpó y llegó a Dublín el 4 de mayo de 1487. Con la ayuda de Gerald FitzGerald, VIII conde de Kildare y su hermano Thomas FitzGerald de Laccagh, Lord Canciller de Irlanda, Lincoln reclutó a 4.500 mercenarios irlandeses, en su mayoría kerns, con poca armadura pero infantería altamente móvil.
Con el apoyo de la nobleza y del clero irlandeses, Lambert Simnel fue coronado como "Rey Eduardo VI de Inglaterra" el 24 de mayo de 1487. Aunque se convocó un Parlamento para el nuevo "rey", Lincoln no tenía intención de permanecer en Dublín y en lugar de eso zarpó hacia el norte de Lancashire.
Al desembarcar el 4 de junio de 1487, a Lincoln se unieron varios caballeros locales liderados por Sir Thomas Broughton. En una serie de marchas forzadas, el ejército de York, que ahora contaba con unos 8.000 hombres, cubrió más de 320 kilómetros en cinco días. La noche del 10 de junio, en el páramo de Bramham, a las afueras de Tadcaster, Lovell condujo a 2.000 hombres en un ataque nocturno contra 400 Lancasterianos, liderados por Lord Clifford. El resultado fue una abrumadora victoria de York.
Lincoln luego desmanteló el ejército del norte del rey Enrique VII de Inglaterra, bajo el mando del Henry Percy, IV conde de Northumberland, al ordenar una fuerza bajo el comando de John Scrope, V Barón Scrope de Bolton, para montar un ataque de distracción en Bootham Bar, York, el 12 de junio. Lord Scrope luego se retiró hacia el norte, tomando el ejército de Northumberland con él.
Lincoln y el ejército principal continuaron hacia el sur. Fuera de Doncaster, Lincoln se encontró con la caballería de Lancaster bajo Edward Woodville, Lord Scales. Siguieron tres días de escaramuzas en el bosque de Sherwood. Lincoln obligó a Scales a regresar a Nottingham, donde la caballería de Scales se quedó para esperar al principal ejército real. Sin embargo, la lucha había ralentizado el avance de los Yorkistas lo suficiente como para permitir que el rey Enrique VII de Inglaterra recibiera refuerzos sustanciales bajo el mando de Lord Strange cuando se unió a Scales en Nottingham el 14 de junio. Rhys ap Thomas, el principal partidario de Enrique VII de Inglaterra en Gales, también llegó con refuerzos.
El ejército de Enrique VII de Inglaterra ahora superaba en número a los Yorkistas. Además, estaba "mucho mejor armado y equipado" que el ejército de York. Sus dos principales comandantes militares, Jasper Tudor y John de Vere, XIII conde de Oxford, también tenían más experiencia que los líderes de York.

## Batalla

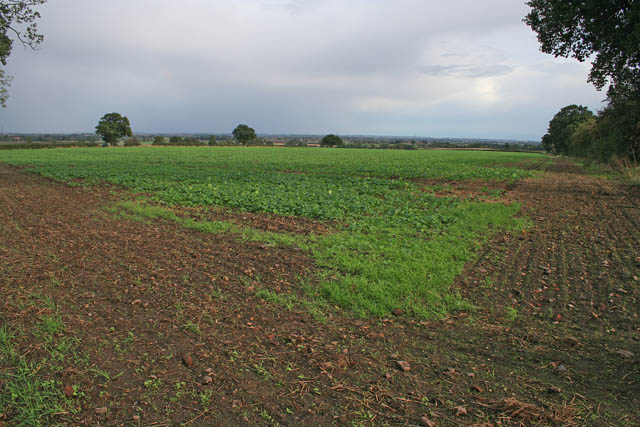
El cume de Rampire Hill, la posición de York en el comienzo de la batalla

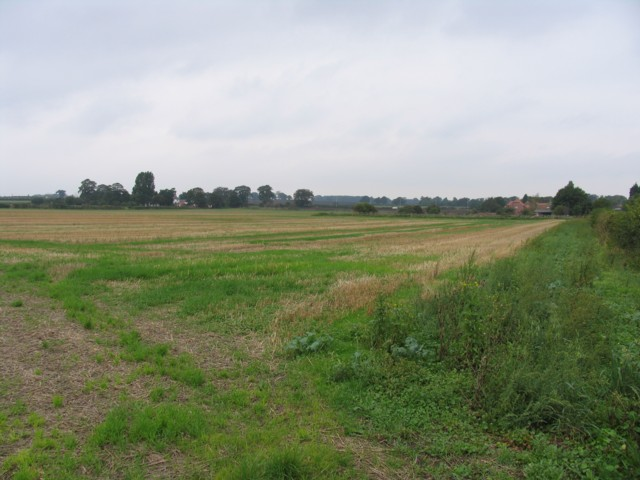
Parte del campo de batalla a nivel del suelo

El 15 de junio, el rey Enrique comenzó a moverse hacia el noreste hacia Newark-on-Trent después de recibir noticias de que Lincoln había cruzado el río Trent. Alrededor de las nueve de la mañana del 16 de junio, las tropas delanteras del rey Enrique, comandadas por el conde de Oxford, se encontraron con el ejército de los Yorkistas reunido en un solo bloque, en una ceja de Rampire Hill rodeada por tres lados por el río Trent en la aldea de East Cebar. Su flanco derecho estaba anclado en un lugar conocido como Burham Furlong.
El ejército de Enrique se dividió en tres batallas, de las cuales Oxford dirigió la vanguardia. Al igual que Bosworth, el rey dejó la dirección de la lucha en el conde de Oxford. Antes de que comenzara la lucha, algunas luces inusuales en el cielo fueron interpretadas como malintencionadas por los soldados de Lancaster, lo que provocó algunas deserciones, pero Oxford y otros nobles pudieron restaurar la moral, y pronto el ejército estaba en "buen estado y en una batalla justa ".
Los Yorkistas, dispuestos en una sola formación concentrada, fueron asaltados por flechas. Sufriendo las flechas, optaron por dejar el terreno alto al ir inmediatamente al ataque con la esperanza de romper la línea de Lancaster y arrastrar al ejército enemigo. Aunque superados en número en general, los Yorkistas tenían la ventaja de un "núcleo de mercenarios extranjeros bien entrenados", y su fuerza concentrada superaba en número a la vanguardia de Oxford, que era la única parte comprometida del ejército de Lancaster.
La vanguardia estaba gravemente sacudida, pero Oxford pudo reunir su fuerza. La batalla fue duramente disputada durante más de tres horas, pero eventualmente, el desgaste total fue contado en contra de los Yorkistas después de que no lograron romper la posición de Lancasterianos desde el principio. Enrique optó por no combatir sus otras batallas, dejando la lucha a la vanguardia. Aunque los mercenarios alemanes estaban equipados con las últimas pistolas, la presencia de grandes cantidades de arqueros tradicionales en el ejército de Lancaster resultó decisiva. Los talentosos arqueros pudieron disparar voleo tras voleo a la posición Yorkista. La falta de armadura corporal en las tropas irlandesas en particular significó que fueron reducidas en cantidades crecientes por lluvias repetidas de flechas.
Incapaz de retirarse (con el río en tres lados), los mercenarios alemanes y suizos lo combatieron. Según Jean Molinet, al final de la batalla estaban "llenos de flechas como erizos". Los Yorkistas rotos huyeron hacia Trent por un barranco (conocido localmente hoy en día como el Canal sangriento) en el que muchos fueron arrinconados y asesinados. Todos los comandantes de York, Lincoln, Fitzgerald, Broughton y Schwartz, cayeron peleando. Solo lord Lovell pudo haber escapado. Desapareció después de la batalla y nunca más se volvió a ver. Puede que haya ido a Escocia, ya que hay pruebas de que se le otorgó un pase de conducta segura allí, pero su destino es desconocido. En el siglo XVIII se encontró un cuerpo dentro de una habitación secreta en su casa de Minster Lovell, Oxfordshire, lo que llevó a la conjetura de que era suyo.

## Secuelas
Simnel fue capturado, pero fue indultado por Enrique en un gesto de clemencia que no hizo daño a su reputación. Enrique se dio cuenta de que Simnel era simplemente un títere para los principales Yorkistas. Le dieron un trabajo en la cocina real, y más tarde lo ascendieron a cetrero. Los nobles irlandeses que habían apoyado a Simnel también fueron perdonados, ya que Enrique creía que necesitaba su apoyo para gobernar Irlanda de manera efectiva. Sin embargo, Enrique persuadió más tarde al Papa para que excomulgara al clero irlandés que había apoyado la rebelión. Otros dos conspiradores Yorkistas fueron capturados: Richard Symonds y John Payne, Obispo de Meath. Symonds era el hombre que había presentado Lincoln a Simnel; Payne había predicado el sermón en la coronación de Simnel. Ninguno fue ejecutado: Symonds fue encarcelado, y Payne fue perdonado y eventualmente restaurado al favor real.
Para marcar su victoria, Enrique elevó su estandarte en Burham Furlong. El lugar está marcado por un gran monumento de piedra con la leyenda "Aquí estaba el Burrand Bush plantado en el lugar donde Enrique VII colocó su estandarte después de la Batalla de Stoke el 16 de junio de 1487". Enrique hizo caballeros a muchos de sus partidarios después de la batalla. Una lista manuscrita de los nuevos caballeros de John Writhe sobrevive insertada en una copia del libro Game and Play of Chess. Se crearon trece nuevos estandartes y cincuenta y dos hombres fueron nombrados caballeros.
Enrique tenía la esperanza de capturar a Lincoln con vida para aprender de él el verdadero grado de apoyo para los Yorkistas. En cambio, Enrique inició una serie de investigaciones, cuyo resultado fue "relativamente pocas ejecuciones y muchas multas", consistentes con la política de Enrique de controlar a la aristocracia debilitándola financieramente. Después de la batalla, progresó hacia el norte a través de Pontefract, York, Durham y Newcastle para mostrarse en aquellas áreas que habían sido baluartes de los partidarios de Ricardo III.
Más tarde, en el reinado de Enrique, la década de 1490, otro pretendiente yorkista al trono emergió, en la persona de Perkin Warbeck; sin embargo, esta vez el asunto se resolvió sin tener que luchar en una gran batalla.